# Hopea thorelii
Hopea thorelii är en tvåhjärtbladig växtart som beskrevs av Jean Baptiste Louis Pierre. Hopea thorelii ingår i släktet Hopea och familjen Dipterocarpaceae. Inga underarter finns listade i Catalogue of Life.